# Биккулов, Шакир Салимович
Шакир Салимович Биккулов (15 января 1932, Халилово, Башкирская АССР — 18 мая 1983, Уфа) — советский башкирский писатель. Член Союза писателей СССР (1968). 

## Биография
Шакир Салимович Биккулов родился 15 января 1932 году в д. Халилово Абзелиловского района Башкортостана.
В 1950 году окончил школу, а в 1955 году — Башкирский государственный педагогический институт (ныне Уфимский университет науки и технологий).
С 1955 по 1957 годы служил в армии.
С 1957 по 1958 годы работал директором школы в Чишминском районе, потом редактором отдела художественной литературы в Башкирском книжном издательстве.
В 1975 году окончил Высшие литературные курсы при Литературном институте им. М.Горького в Москве, после которых работал редактором радиокомитета Башкортостана.
Писал книги в основном для детей, это: «Сердце матери» (1960), «Свет моей земли» (1965).
Книги «Серебряные звоны» (1967), «Корни мои» (1970), «Когда выпадает красный снег» также о детстве, любви к родине.
Шакир Аслимович занимался также переводами. Перевел рассказы болгарских писателей, книги «Тараканище» К. Чуковского, «Веселый турист» С. Михалкова, стихи П. Воронько, «Мистер Твистер» С. Маршака и др.
Двое сыновей Ш. С. Биккулова проживают в Уфе.

## Память
В деревне Халилово на здании школы установлена мемориальная доска.
Именем Биккулова названа улица.